# Amaua
Amaua är en ort i Amerikanska Samoa (USA).   Den ligger i distriktet Östra distriktet, i den västra delen av landet, 9 kilometer öster om huvudstaden Pago Pago. Amaua ligger 2 meter över havet och antalet invånare är 102.
Terrängen runt Amaua är varierad. Havet är nära Amaua österut.  Närmaste större samhälle är Pago Pago, 8,7 kilometer väster om Amaua.